# Dünsbach (Jagst)
Der Dünsbach ist ein etwas über einen Kilometer langer Bach im Gebiet der Kleinstadt Gerabronn im Landkreis Schwäbisch Hall im nordöstlichen Baden-Württemberg, der nach insgesamt etwa nordnordwestlichem Lauf beim Gerabronner Weiler Kleinforst von links in die mittlere Jagst mündet.

## Name
Der Bach wird 1226 als Tuntzebach zum ersten Mal urkundlich genannt. Der Name leitet sich vom Personennamen *Tunizo ab.

## Geographie

### Verlauf
Der Dünsbach entsteht heute am Nordrand des Dorfes Dünsbach von Gerabronn in der beginnenden Eintiefung seiner Klinge auf etwa 412 m ü. NHN im Bereich eines schon lange aufgelassenen Steinbruchs. Das Tal läuft zunächst nordwestwärts und der Bach in dessen Mitte passiert nach weniger als hundert Metern die Kläranlage des Ortes rechts am Ufer. Dort beginnt der Talwald, in dem nach etwa 200 Metern von Südwesten ein kurzer Nebenbach zumündet. Nun umfließt der Bach in einem nach Osten ausholendem Bogen die linksseits sich erhebende Reiherhalde, der gegenüber auf der rechten Talhöhe der Weiler Morstein steht und auf dem oberen Bergsporn nordwestlich davor das Schloss Morstein. Nach vollendetem Bogen mündet von Südwesten her der Tiefenbach, der an der Mündung sogar geringfügig länger ist als der Dünsbach bis dorthin, aber weniger an Teileinzugsgebiet einbringt.
Der Dünsbach läuft ab dort nordwärts, zunächst noch für weniger als 200 Meter im Wald seines scharfen Taleinschnitts zwischen den bewaldeten Jagsttaleinhängen Kressenberg links und Elpershofer Berg rechts. Dann tritt er für seine letzten 200 Meter in den Jagsttalgrund über, durchfließt den Weiler Kleinforst und mündet dort auf 300,9 m ü. NHN wenig oberhalb der Flussbrücke zum gegenüberliegenden Weiler Großforst von links in die mittlere Jagst.
Der Dünsbach mündet nach 1,1 km langem Lauf mit mittlerem Sohlgefälle von etwa 97 ‰ rund 111 Höhenmeter unterhalb seines Ursprungs.
Auf einer Karte aus der ersten Hälfte des 20. Jahrhunderts ist der Dünsbach noch deutlich länger eingetragen. Er entsprang damals auf knapp 450 m ü. NHN im Gewann Weidenwiesen südöstlich von Dünsbach, damals nach der Flächenauszeichnung noch eine Wiesenflur, während sich dort heute Äcker erstrecken, unter denen der Bach heute vermutlich in Dränagerohren abfließt. Auch im Dorf selbst floss der Bach damals noch meist offen. Der alte Oberlauf bis zum heutigen Ursprung war etwa 1,0 km lang. Das von ihm entwässerte Teilgebiet spendet heute vielleicht auch einem nur sehr ungefähr der alten Trasse folgenden Feldweggraben mit unklarer Fortsetzung zuweilen Abfluss.

### Einzugsgebiet
Der Dünsbach hat ein 2,0 km² großes Einzugsgebiet, dessen höheren südlichen Anteile auf den Östlichen Kocher-Jagst-Riedeln der Östlichen Kocher-Jagst-Ebene liegt, während die kleineren mündungsnahen im Norden Teil des Mittleren Jagsttals des Jagsttals sind, alle Teile des Naturraums der Kocher-Jagst-Ebenen. Die größten Höhen erreicht es an seiner Südostspitze über den Weidenwiesen mit etwa 466 m ü. NHN und an seiner Westspitze über der Tiefenbachquelle mit etwa 464 m ü. NHN.
Die dominanten höheren Anteile sind meist waldfrei und werden überwiegend ackerbaulich genutzt, während die Klinge des Dünsbachs und die untere Klinge des Tiefenbachs ebenso wie die Anteile am Hang zum Jagsttal bewaldet sind.
Reihum grenzen die Einzugsgebiete der folgenden Nachbargewässer an:
- Den Abfluss jenseits der langen südsüdwestlichen Wasserscheide nehmen dessen rechter Oberlauf Elber und dann der Grimmbach auf, der ihn zum Kocher führt;
- im Westen läuft der Völkersbach unterhalb des Dünsbachs zur Jagst;
- im Osten gibt es nur zwei namenlose Hangbäche, unbeständig oder sogar mit Versickerungsstrecke, die nunmehr oberhalb des Dünsbachs in Richtung Jagst laufen.

Abzüglich nur kleiner Zwickel an der südsüdwestlichen Wasserscheide, die in der Obersteinacher Stadtteilexklave von Ilshofen liegen, gehört das Einzugsgebiet ganz zur Stadt Gerabronn. Die drei Siedlungsplätze darin sind das Dorf Dünsbach am Ursprung, der Weiler Morstein rechts über der Talklinge mit dem angrenzenden Schloss Morstein sowie der Mündungsweiler Kleinforst, die alle zu Gerabronn gehören.

### Zuflüsse und Seen
Hierarchische Liste der Zuflüsse und  Seen, jeweils von der Quelle zur Mündung. Gewässerlänge, Seefläche, Einzugsgebiet und Höhe nach den entsprechenden Layern auf der Onlinekarte der LUBW. Andere Quellen für die Angaben sind vermerkt.
Ursprung des Dünsbachs auf etwa 412 m ü. NHN am Nordrand von Gerabronn-Dünsbach nahe der Kläranlage.
- (Waldklingenbach), von links und Südwesten auf etwa 385 m ü. NHN am Beginn der Reiherhalde, ca. 0,2 km[LUBW 5] und ca. 0,3 km².[LUBW 7] Entsteht auf etwa 420 m ü. NHN am Beginn des Klingenwaldes.
- Tiefenbach, von links und Südwesten auf etwa 330 m ü. NHN etwa 0,2 km vor der Ortsgrenze von Kleinforst, 0,9 km und ca. 0,4 km².[LUBW 7] Entsteht auf etwa 443 m ü. NHN an der K 2545 aus Richtung Nesselbach nach Dünsbach gegenüber der Waldinsel Kaile.
  -  Durchfließt auf etwa 423 m ü. NHN am Eintritt in seinen Klingenwald einen Teich, 0,3 ha.

Mündung des Dünsbachs von links und zuletzt Süden auf 300,9 m ü. NHN in  Gerasbronn-Kleinforst in die mittlere Jagst. Der Dünsbach ist heute 1,1 km lang und hat ein 2,0 km² großes Einzugsgebiet.

## Geologie
Im größten Teil des Einzugsgebietes oberhalb der Talmulden steht der Lettenkeuper (Erfurt-Formation) an. In der des Dünsbachs selbst beginnt der darunter liegende Obere Muschelkalk etwa am Beginn des Talwaldes, in der des Tiefenbachs wenig nach dem Teich. Wo beide Bäche zusammentreffen, beginnt dann an den unteren Talflanken der Mittlere Muschelkalk, in dessen Schichthöhe der Dünsbach bis an den Ortsrand von Kleinforst verbleibt. Auf dem Muschelkalk liegt Hangschutt.
Schon etwas vor dem Zusammenfluss mit dem Tiefenbach fließt der Dünsbach in einem holozänen Sand- und Geröllbett, das sich bis in den Mündungsweiler hineinzieht. Er mündet schließlich im Auenlehmband beidseits der Jagst.

## Natur und Schutzgebiete
Der Dünsbach fließt in seiner Waldklinge rasch und bis zu sechs Meter breit in einem Geröllbett. Im oberen Abschnitt stürzt er über einige bis zu acht Meter hohe Felsstufen und an den Klingenseiten stehen bis zu vier Meter hohe Felswände, die Einkerbung der Klinge ist insgesamt bis zu 20 Meter hoch. Die Wasserführung schwankt im Jahresverlauf stark. Wegen der Steilheit der Hänge kommt es zuweilen zu Rutschungen. Die Klinge des wasserärmeren Tiefenbachs ist meist der kleinere Zwilling der des Dünsbachs, sie ist allerdings am Unterlauf von bis zu acht Meter hohen Felsen gesäumt. Der hinter einem Damm angestaute Teich an seinem Waldeintritt verlandet stark, er ist mit seinem Umrand als Naturdenkmal unter dem Namen Reiherweiher bei der Reiherhalde Morstein geschützt.
Der Sporn zwischen Dünsbach und Tiefenbach vom ersten kurzen linken Dünsbach-Zufluss an zusammen mit einem Streifen gegenüber am rechten Unterhang der Dünsbachsklinge ist schon seit den 1930er Jahren als Naturschutzgebiet Reiherhalde Morstein ausgewiesen. In der lockeren Altholz-Bewaldung aus Linden, früher auch zahlreichen Ulmen sowie Ahornbäumen gibt es viel Totholz, in Bruthöhlen hatten dort früher viele Reiher ihre Horste, bis im Jahre 1972 zum letzten Male ein Vogelpaar brütete (Stand 2007). Das Naturschutzgebiet ist umklammert vom Landschaftsschutzgebiet Mittleres Jagsttal mit Nebentälern und angrenzenden Gebieten, das der Dünsbach nach Aufnahme des Tiefenbachs auch kurz durchfließt.
Beim regionalen Unwetter am 29. Mai 2016 war der Durchfluss des Dünsbachs so sehr angeschwollen, dass ein Wanderwegssteg über den Dünsbach zerstört wurde. Der vergleichsweise einzugsgebietsarme, aber steile Bach kann von Zeit zu Zeit soviel Geschiebe transportieren, dass er an der Mündung eine Sedimentnase in die Jagst hineinschiebt, die dann erst wieder von einem größeren Hochwasser des Flusses weggeschwemmt wird.

## Tourismus
In der Dünsbachklinge münden ein von Braunsbach im Südwesten kommender Weitwanderweg und ein Blau-Strich-Weg aus Ilshofen im Südsüdosten in den Rot-Kreuz-Weg entlang dem Jagsttal ein, der von Kirchberg an der Jagst im Ostsüdosten kommt und nach Abstieg durch die Klinge und Querung der Jagst den Gegenhang zur Hochebene rechts des Tales ansteigt und nach Langenburg weiterführt. Dabei durchquert er den Ort Morstein und führt so nahe am Schloss Morstein vorbei.

### LUBW
Amtliche Online-Gewässerkarte mit passendem Ausschnitt und den hier benutzten Layern: Lauf und Einzugsgebiet des Dünsbachs

Allgemeiner Einstieg ohne Voreinstellungen und Layer: Daten- und Kartendienst der Landesanstalt für Umwelt Baden-Württemberg (LUBW) (Hinweise)
1. 1 2 3 4  Höhe nach dem Höhenlinienbild auf dem Hintergrundlayer Topographische Karte.
2. 1 2  Höhe nach grauer Beschriftung auf dem Hintergrundlayer Topographische Karte.
3. 1 2  Länge nach dem Layer Gewässernetz (AWGN).
4. 1 2 3  Einzugsgebiet nach dem Layer Basiseinzugsgebiet (AWGN).
5. 1 2 3  Länge abgemessen auf dem Hintergrundlayer Topographische Karte.
6. ↑  Seefläche nach dem Layer Stehende Gewässer.
7. 1 2  Einzugsgebiet abgemessen auf dem Hintergrundlayer Topographische Karte.
8. ↑  Schutzgebiete nach den einschlägigen Layern, Natur teilweise nach dem Layer Geschützte Biotope.

### Andere Belege
1. ↑  Albrecht Greule: Deutsches Gewässernamenbuch. Walter de Gruyter, Berlin / Boston 2014, ISBN 978-3-11-057891-1, S. 106, „Dünsbach“ (Auszug in der Google-Buchsuche).
2. ↑  Alter Verlauf nach:
  - Meßtischblatt 6725 Gerabronn von 1938 in der Deutschen Fotothek
3. ↑  Wolf-Dieter Sick: Geographische Landesaufnahme: Die naturräumlichen Einheiten auf Blatt 162 Rothenburg o. d. Tauber. Bundesanstalt für Landeskunde, Bad Godesberg 1962. → Online-Karte (PDF; 4,7 MB)
4. ↑  Geologie nach den Layern zu Geologische Karte 1:50.000 auf: Mapserver des Landesamtes für Geologie, Rohstoffe und Bergbau (LGRB) (Hinweise)